# 黄金のパートナー
『黄金のパートナー』（おうごんのパートナー）は、1979年（昭和54年）4月28日に公開された日本映画。西村京太郎の『発信人は死者』を原作としている。紺野美沙子の映画デビュー作である。
「冒険者たち」を彷彿させる、中年男、青年、若い女性の微妙な関係のトリオによる犯罪絡みの宝探し青春アドベンチャーミステリー。

## ストーリー
フリーカメラマンと白バイ警官は"SOS245109"という謎のモールス信号を傍受する。そして謎の若い女が、帝国海軍の10億円の金塊を求めて、サイパンの海へ旅立つ。

## キャスト
- 野口浩介：三浦友和
- 江上周作：藤竜也
- 氏家由紀子：紺野美沙子
- 森由枝：吉行和子
- 山崎：小林稔侍
- 笹島：山本麟一
- ドライブインの従業員：川口節子
- 神谷家の女中：記平佳枝
- 「榛名」のマスター：殿山泰司
- 森明夫：金内喜久夫
- 駐在所の警察官：草野大悟
- 神谷信博：芦田伸介
- 大川：佐藤慶
- 和辻：中村伸郎
- 加瀬悦孝
- 河東燈士
- 広岡譲

## スタッフ
- 製作：山田順彦
- 監督：西村潔
- 企画：川口義宏（テアトル・ド・ポッシュ）
- 製作補：高井英幸
- 原作：西村京太郎『発信人は死者』
- 脚本：長野洋
- 撮影：市原康至
- 水中撮影：中村征夫
- 美術：竹中和雄
- 録音：伴利也
- 照明：高島利雄
- 編集：黒岩義民
- 助監督：奈良正博
- 製作担当者：橋本利明
- カースタント：スリーチェイス
- 音楽：来生たかお、高中正義
主題歌：来生たかお「そして、昼下り」[5]（エンドロールで、来生本人が同曲を歌って出演している）
挿入歌：来生たかお「ゆるやかに愛が…」「夢のトライアル」「潮風のソネット」
- 協力：三菱自動車工業
劇用車にギャランΛが登場し、劇中のサイパンロケでの走行シーンがCMで使われていた。

## 製作

### 企画
企画は当時、東宝映画の社員だった高井英幸。高井は当時、松岡功東宝社長の命で、『連合艦隊』の製作を進めていたが、自身で本当に作りたい企画を第一作としてやりたいと、企画になるものを探して片っ端から本を読んでいるうち、西村京太郎の『発信人は死者』に出会った。洋画かぶれの高井には『冒険者たち』を髣髴とする話にピンときて、これは青春映画の企画になるとすぐに企画書を書いて野上英之部長に提出した。企画は了承され、原作を先に押えようと西村に会い、承諾をもらった。高井は水谷豊を主役にイメージし、ストーリーを改変していたら、東宝の映画調整部から「三浦友和主演企画として話が進んでる。原作交渉をしたら、あなたに渡していると言われた。こちらで作るので原作をこちらに渡して欲しい」と言われ、結局、同じ東宝映画の別プロジェクトとして製作が進んだ。

### 撮影
タイトルは『黄金のパートナー』に変更され、原作はトラック諸島だが、当地での撮影は困難と判断され、サイパンで撮影が行われた。

## 同時上映
- 乱れからくり　監督:児玉進、主演:松田優作